# Sphinctomyrmex chariensis
Sphinctomyrmex chariensis é uma espécie de formiga do gênero Sphinctomyrmex.